# Milan Ressel
Milan Ressel (1. prosince 1934 Ostrava – 16. července 2020 Praha) byl český malíř, grafik, ilustrátor a restaurátor.

## Život
Milan Ressel byl synem důstojníka československé armády Alfréda Ressela, který na přelomu roku 1939/1940 uprchl za dramatických okolností s celou rodinou přes Maďarsko, Jugoslávii a Francii do Anglie. Jako generálmajor pak velel dělostřelectvu 1. čs. armádního sboru Svobodovy armády. Milanův starší bratr Fred roku 1944 narukoval do britské armády a zúčastnil se mj. obléhání přístavu Dunkerque. Po válce se rodina vrátila do Československa. Otce počátkem 50. let z armády propustili a pracoval pak rok a půl v ostravských dolech, poté v pražských automobilových opravnách a v reklamním podniku.
Jako malý chlapec Milan Ressel zažil těžké bombardování Londýna na přelomu let 1940-1941 a válečné zážitky i osobní zkušenost s anglickou literaturou pro mládež později poznamenaly jeho dílo. Po návratu do Prahy studoval na Vyšší škole uměleckoprůmyslové v Praze (1949 – 1953) a v letech 1953 – 1959 na Akademii výtvarných umění v Praze (prof. Miloslav Holý, Karel Minář, Karel Souček). Mezi jeho přátele patřili Karel Nepraš, Bedřich Dlouhý, Jaroslav Vožniak a Theodor Pištěk. Byl zakládajícím členem a prvním brankářem hokejového klubu Paleta vlasti a členem Sdružení pražských malířů. Od 70. let byl umělcem na volné noze, tvůrcem komiksů, ilustrátorem, grafikem a restaurátorem nástěnných maleb.
Milan Ressel žil a pracoval v Praze a Středoklukách u Prahy.

## Dílo
V 60. letech patřil k okruhu výtvarníků, kteří se věnovali informelu a jeho volnou tvorbu ovlivnilo přátelství s výtvarníky z okruhu Šmidrů. Hledání osobitého autorova stylu se formovalo mezi inklinací ke klasické malbě a potřebou experimentovat. Jeho abstraktní obrazy z let 1965-1966 obsahují náznaky reálných útvarů a neztrácejí kontakt se smyslovým světem.
Ve druhé polovině 60. let se věnoval téměř výhradně kresbě. Od menších formátů postupně dospěl až k monumentálním kompozicím. Tyto utopické ilustrace, které mají obsahově blízko k science-fiction Ray Bradburyho, vycházejí z rozumových úvah o reálných perspektivách civilizace i z čiré fantazie autora.

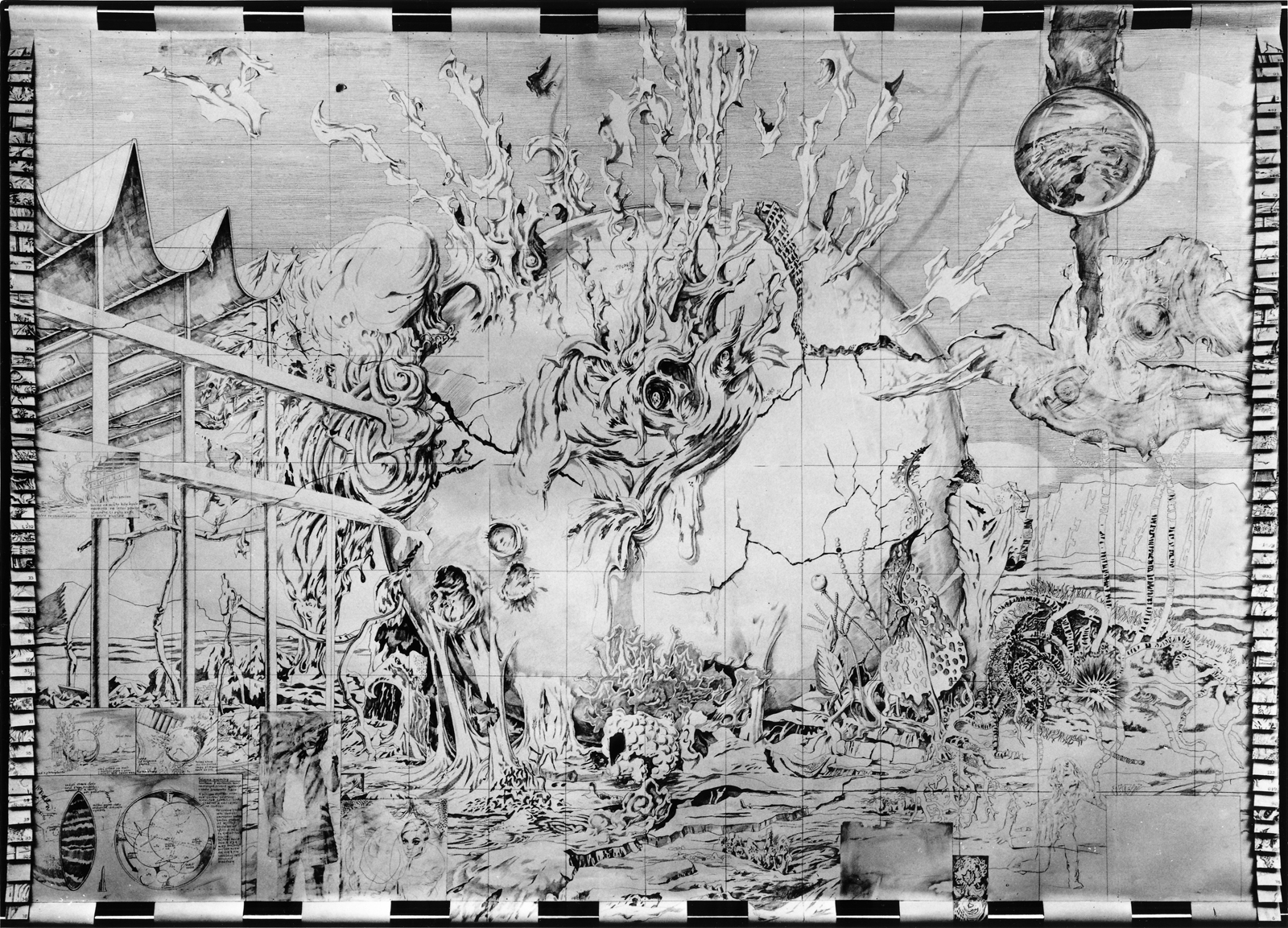
Japonský pavilon, kresba (1965)
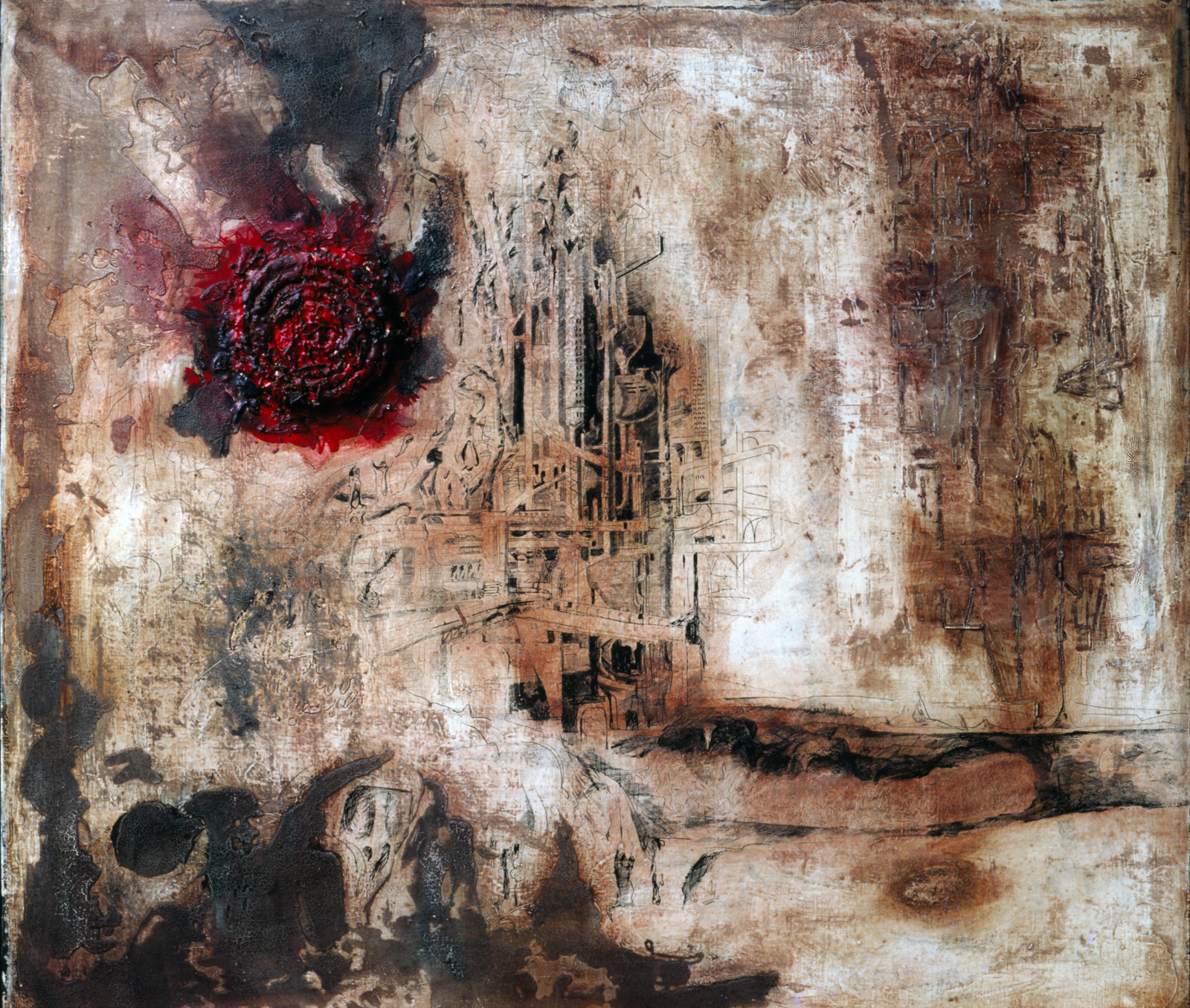
Doomed City (Město), comb. tech. (1966)
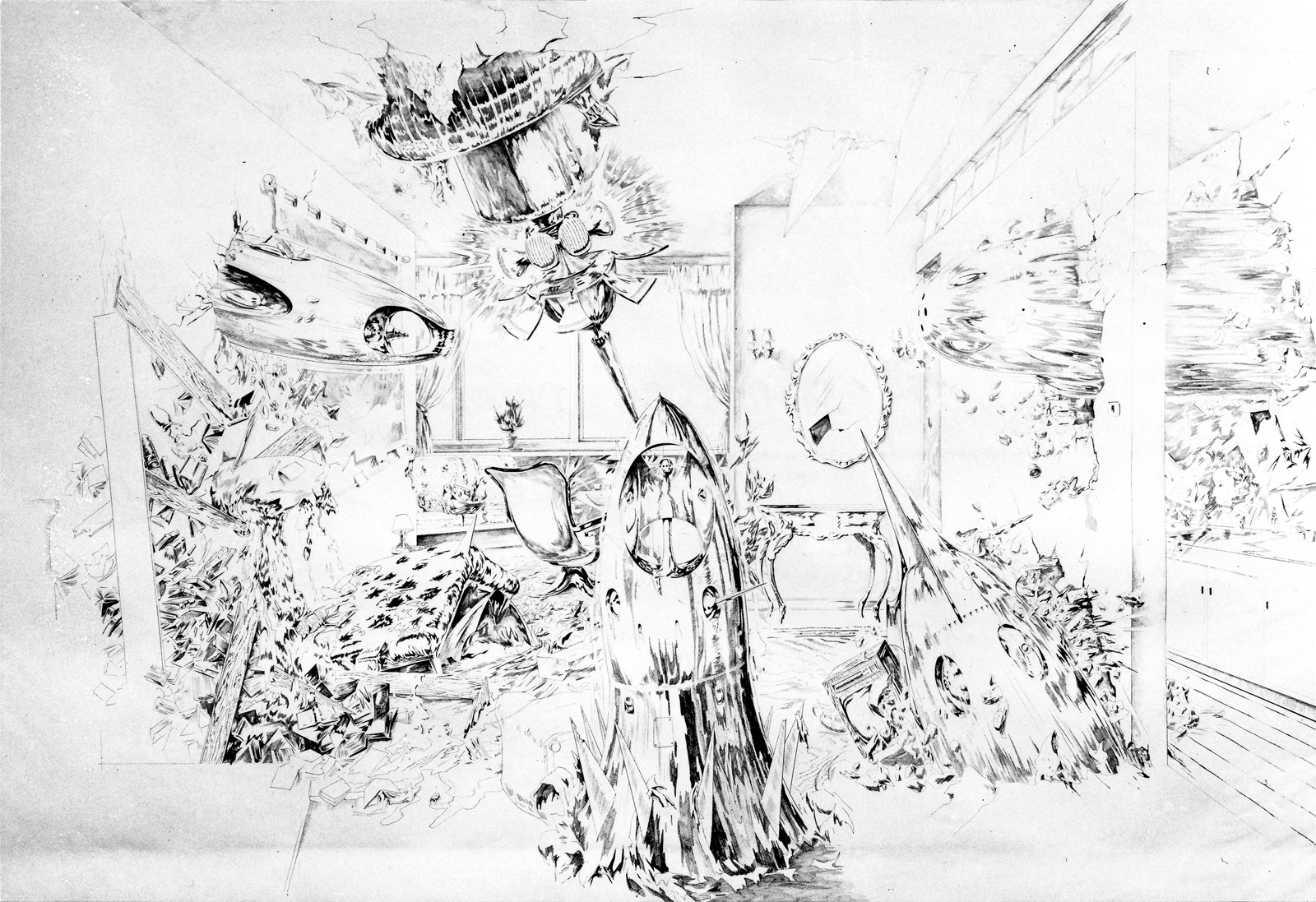
Průniky (1969)
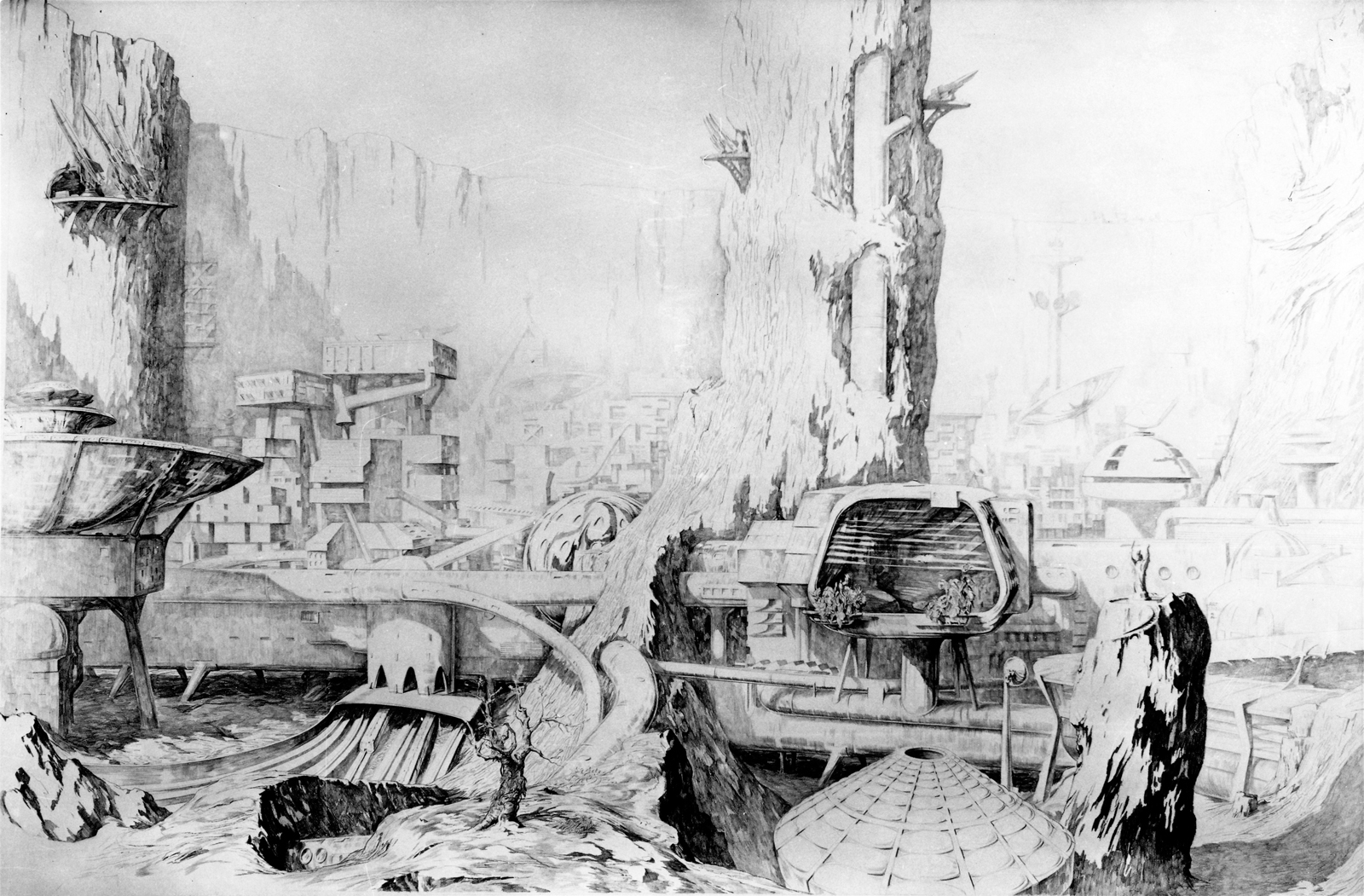
Spokojená izolace (1978)
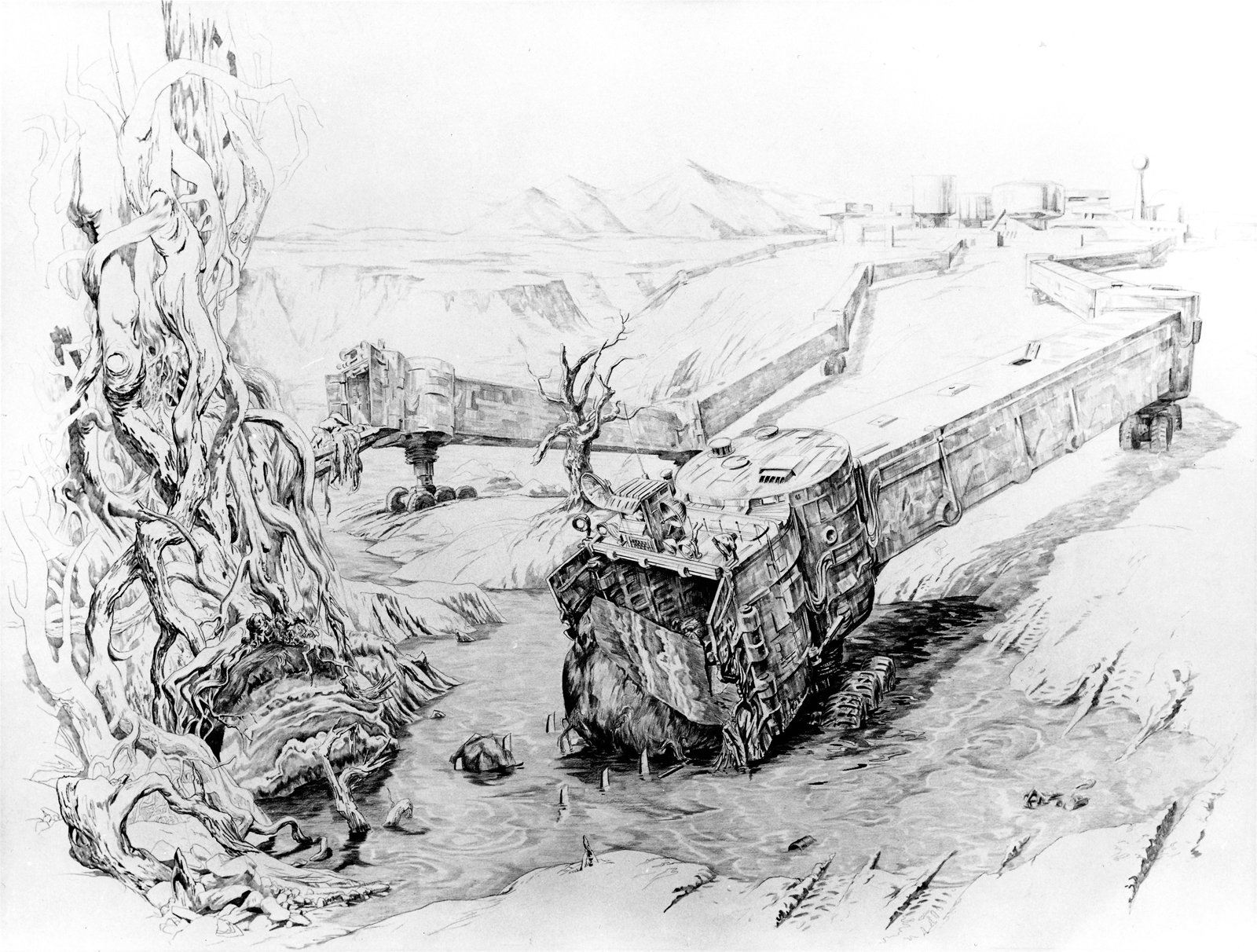
Český achát, čb. foto barevné kresby (1970)

Ressel nepodléhá okouzlení z rozvoje techniky, ale domýšlí její dopady na devastaci přírody a na život současného člověka. Kresby s množstvím drobných detailů zobrazují svět plný nejistoty a varujících náznaků možného sebezničení válečnou katastrofou nebo nadměrnou exploatací přírody. Vyjadřují určitou úzkost z chladných moderních architektur i industriálních sítí, které stále více obkličují přírodu. Jeho kompozice přivádějí do protikladu pozemské i vesmírné, pomíjivé a trvalé, vegetativní a organické s technickým a neživým. Světu strojů a techniky přiznává krásu a magickou přitažlivost, která je projekcí lidského snění o vzdálených světech. Vnímá je jako přirozenou součást skutečnosti a spíše hledá možnosti vzájemné symbiózy a harmonie.
Roku 1969 přijal nabídku Jiřího Binka kreslit komiks podle scénáře Ludvíka Součka (Desetioký) do časopisu Ohníček. Další práci mu nabídl šéfredaktor Vlastislav Toman, který v dočasně svobodnější atmosféře přelomu 60. a 70. let prosadil do časopisu ABC komiks Dobrodružství Johna Cartera. Pokračování seriálu – Dobrodružství Thuvie z Ptarhu – skončilo po 25. dílu roku 1970. Roku 1973 ilustroval knihu Ludvíka Součka Zájem Galaxie (Mladá fronta) a v 80. letech knihy Julese Verna, Tajemství Viléma Storitze (Mladá fronta, 1985) a Svatopluka Hrnčíře, Země Zet (1990). Některé Resselovy komiksy jsou považovány za klasiku žánru. Živil se také jako restaurátor.
V 80. letech se Milan Ressel vrátil k malbě. Oproti kresbám je v jeho obrazech patrné zjednodušení obrazové kompozice a volný prostor vybízející ke svobodné hře fantazie. Je zachován základní realismus barev a forem, ale panují zde jiné zákonitosti, které se vymykají vizuální zkušenosti z reálného světa. Většina obrazů je komponována jako jevištní prostor zasazený do krajiny, ohraničený kulisami stromů, architektur nebo skal.
Autor přehodnocuje běžné vztahy reality podle logiky snů a zkoumá psychické rezonance neočekávaných setkání, konfrontuje navzájem techniku a přírodu a nechává se inspirovat tajemstvím asociací. Prostředkem k navození atmosféry fikce je i relativizace prostorových vztahů a "manýristické" užití perspektivy. Časté jsou citace děl jiných výtvarníků v nových souvislostech (Bosch, Gaudí, Moore, Vyšebrodský oltář).
Prostor obrazů je neosobní a "vylidněný". Lidská stopa se v nich vyskytuje prostřednictvím různých odkazů, ale figura se v Reslových obrazech objevuje až od poloviny 90. let. V kompozici To jsme my (1996) figury vystupují z obrazu na pódium v popředí, ale všechny jsou záměrně statické a dvojznačnost obsahu autor potvrzuje i statickou fixací dvou postav na hůlkách zapíchnutých do koberce.
Milan Ressel zobrazuje realitu aniž by ji napodoboval. Jeho malba je postavena stejnou měrou na spontaneitě jako na intelektuálně meditativní složce. 

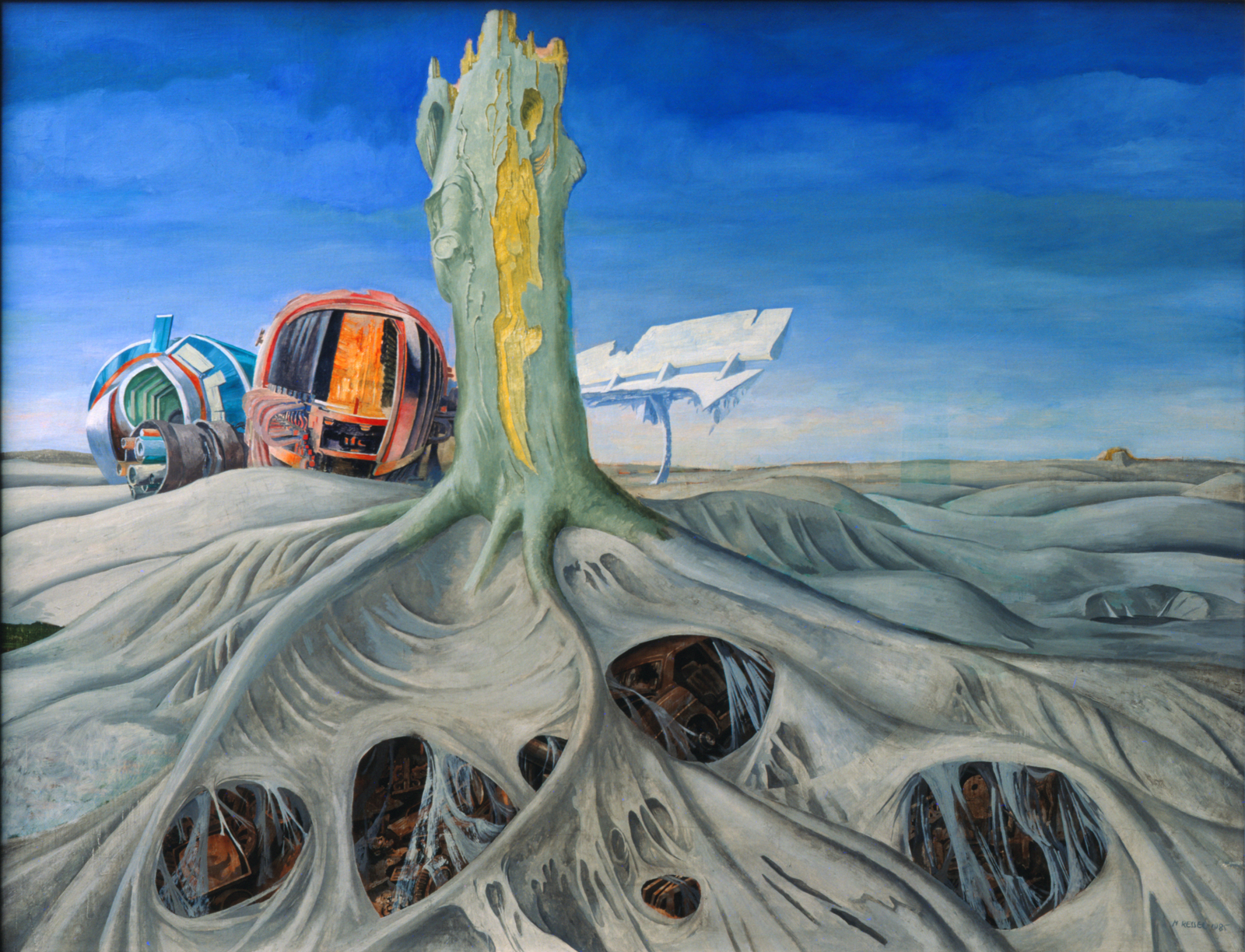
Strom (1986)
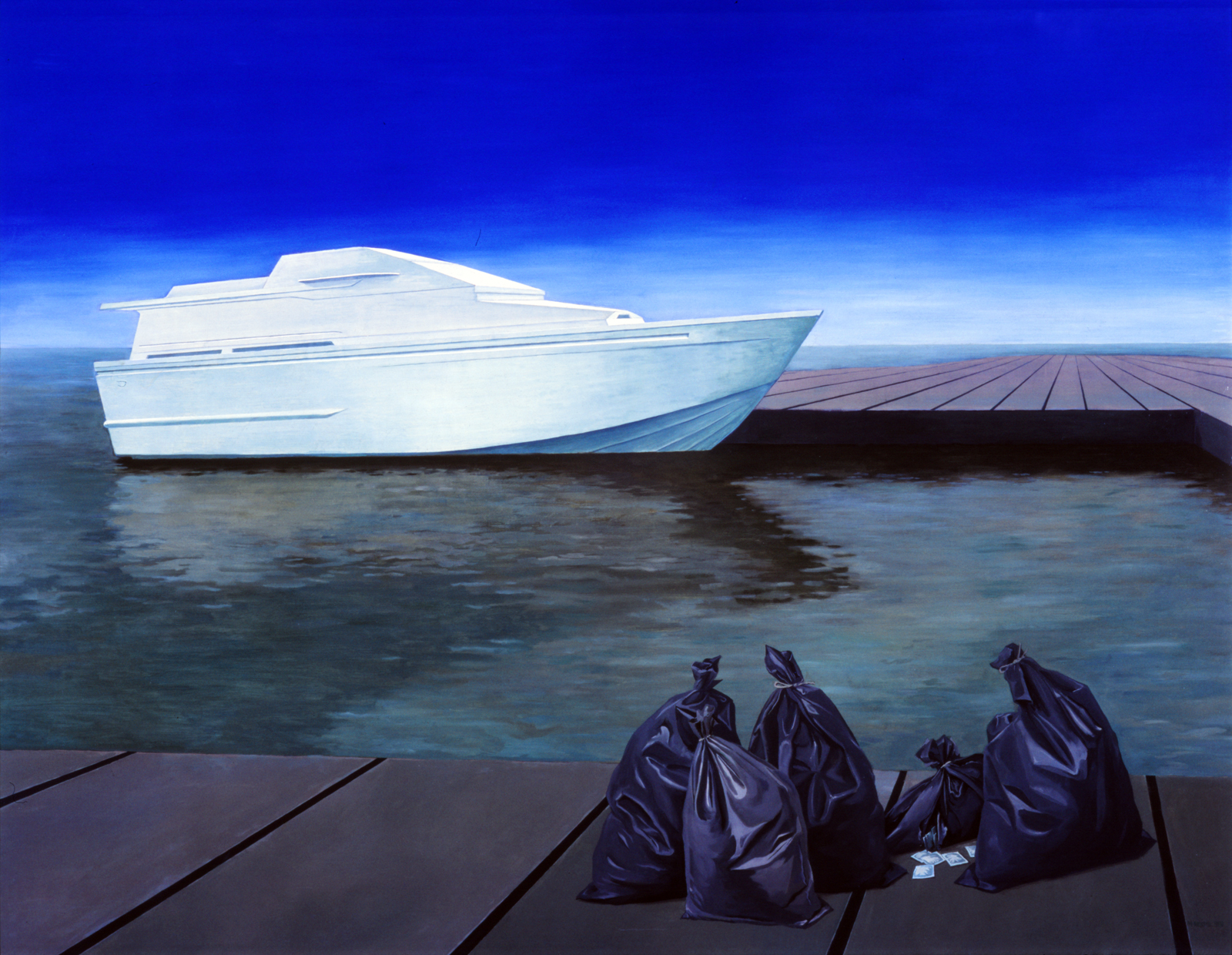
Dráhy II (1988)
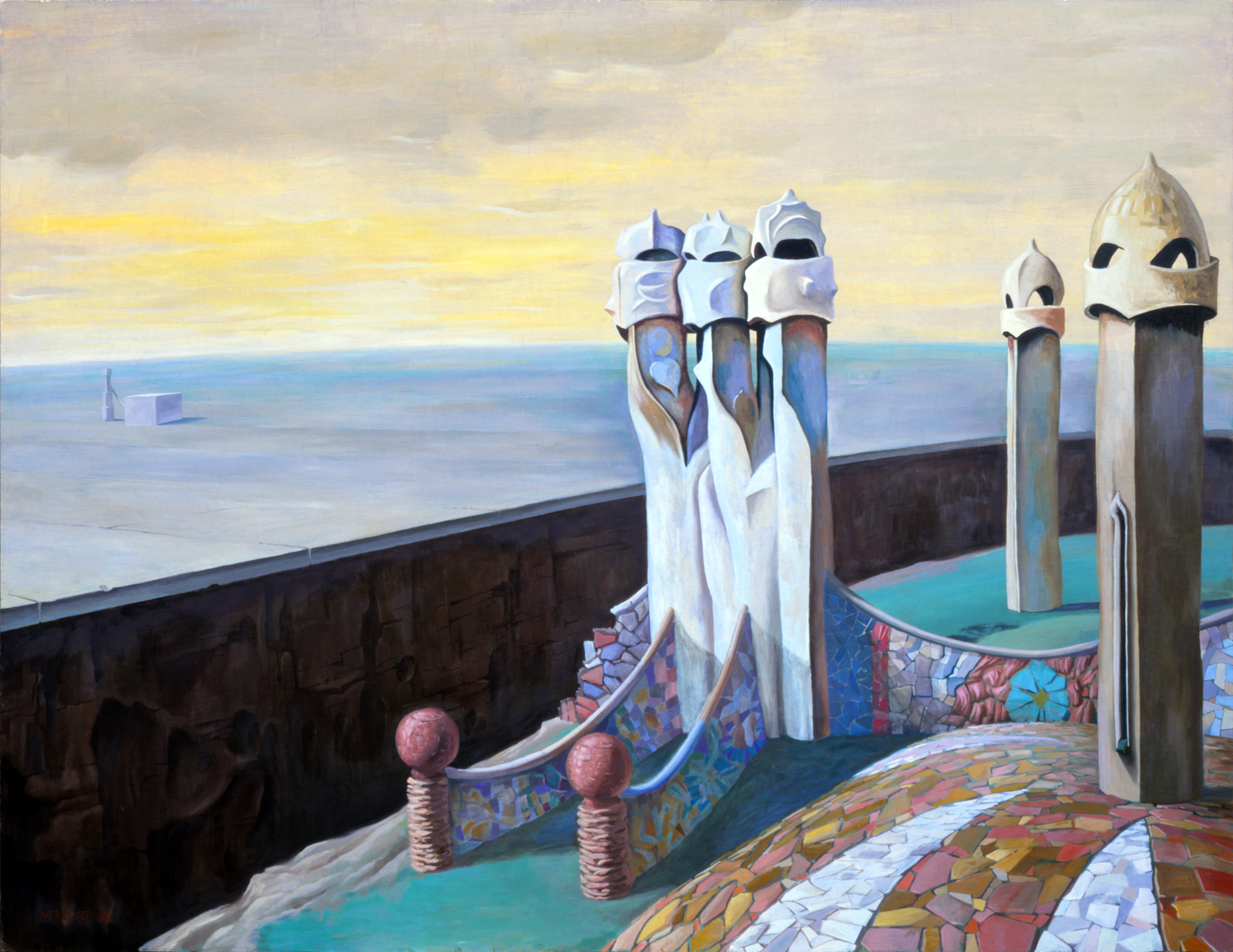
Gaudího zahrada (1992)
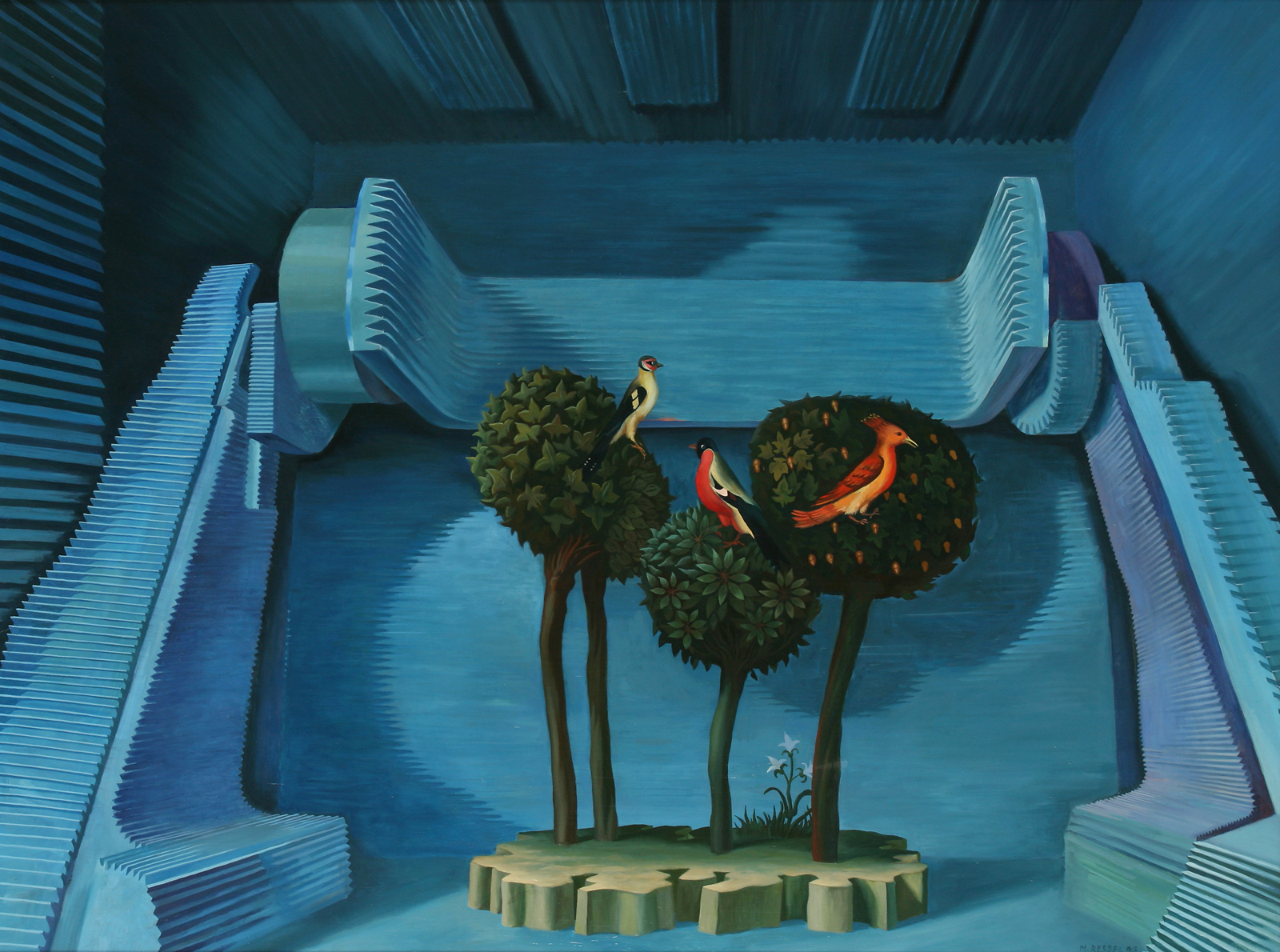
Zpívající ostrov, 1993, AJG Hluboká
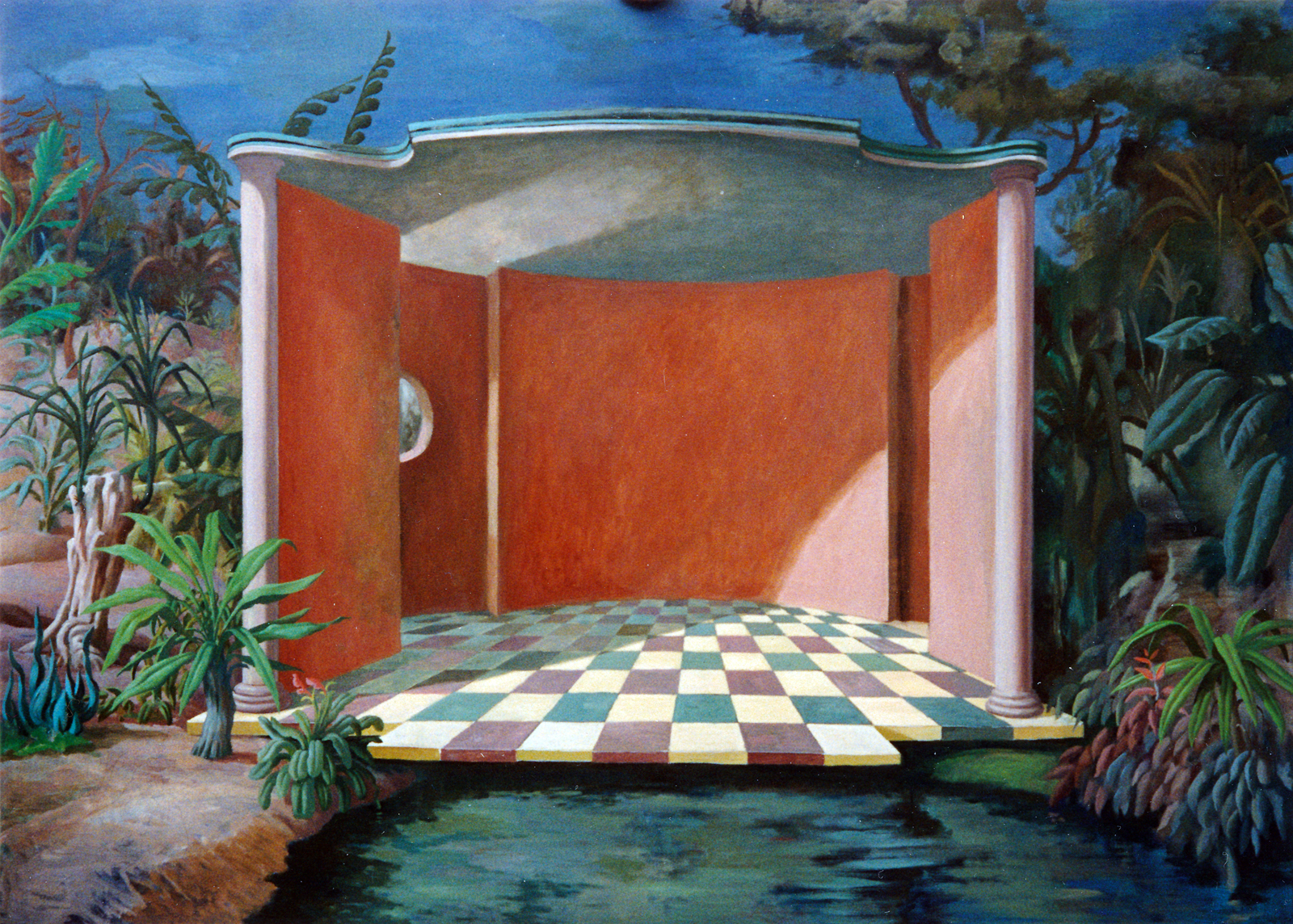
Zahradní pavilon (1994-1995)
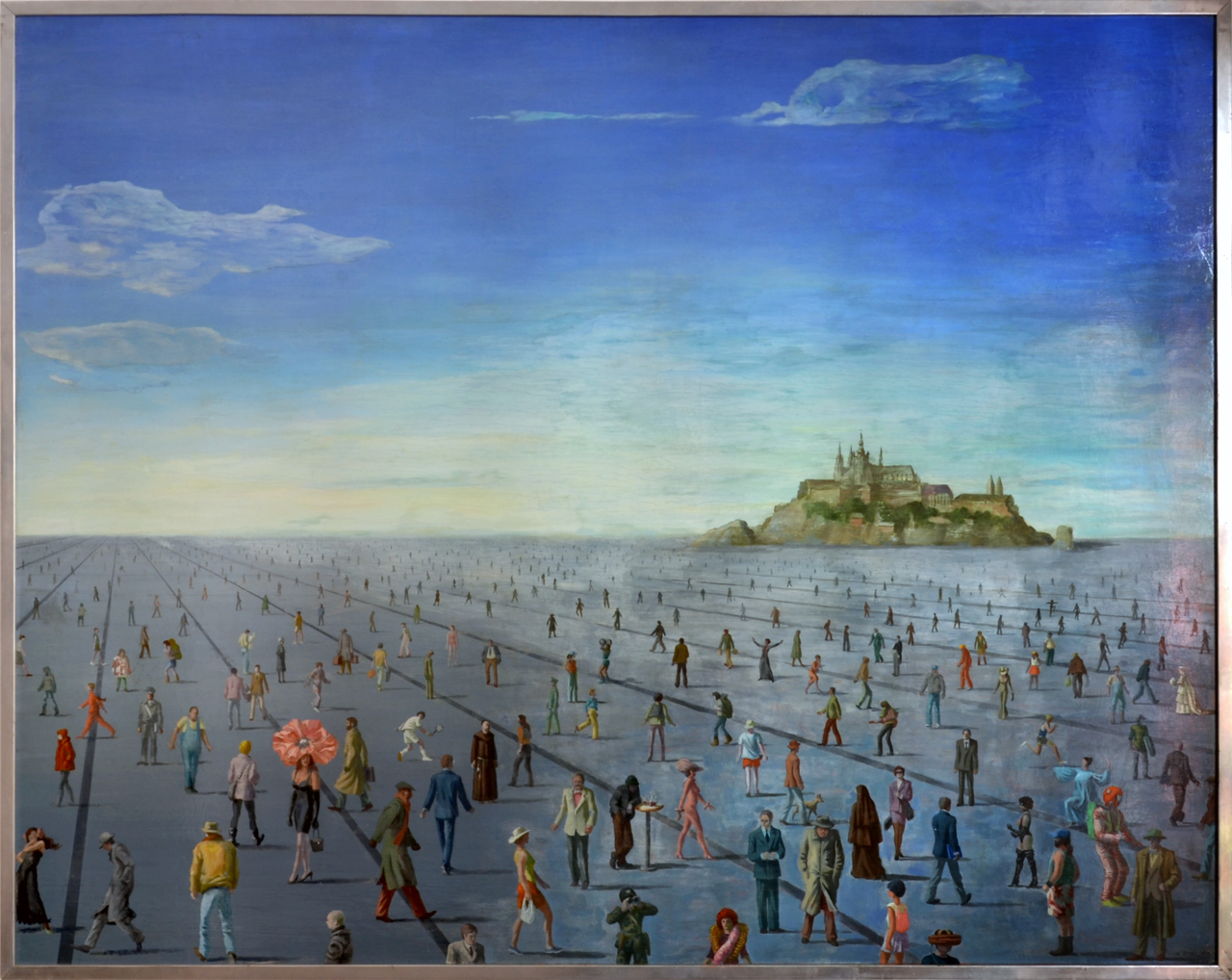
To jsme my (1996)
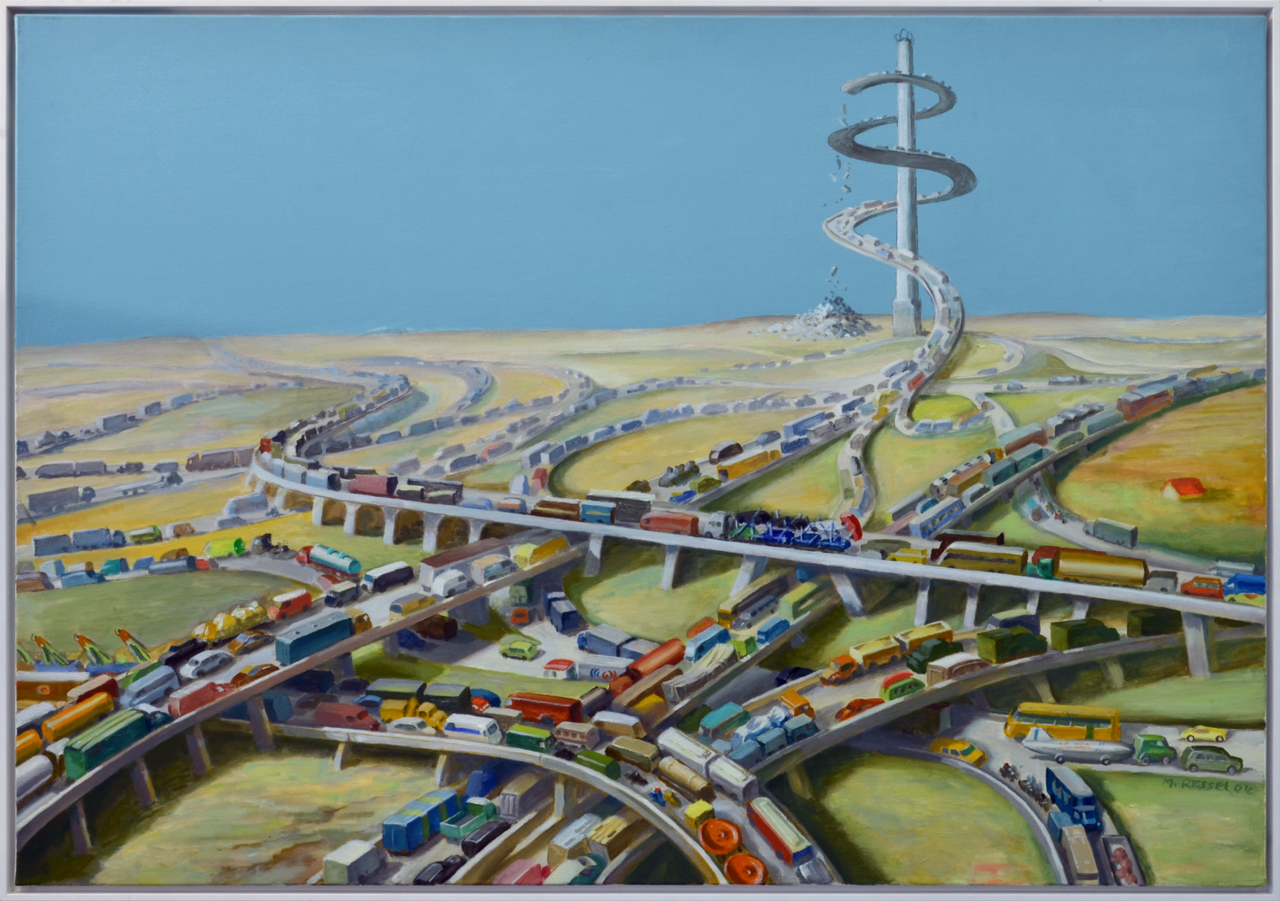
Měli jsme jet na A9 a pak se vrátit na R12 (2004)
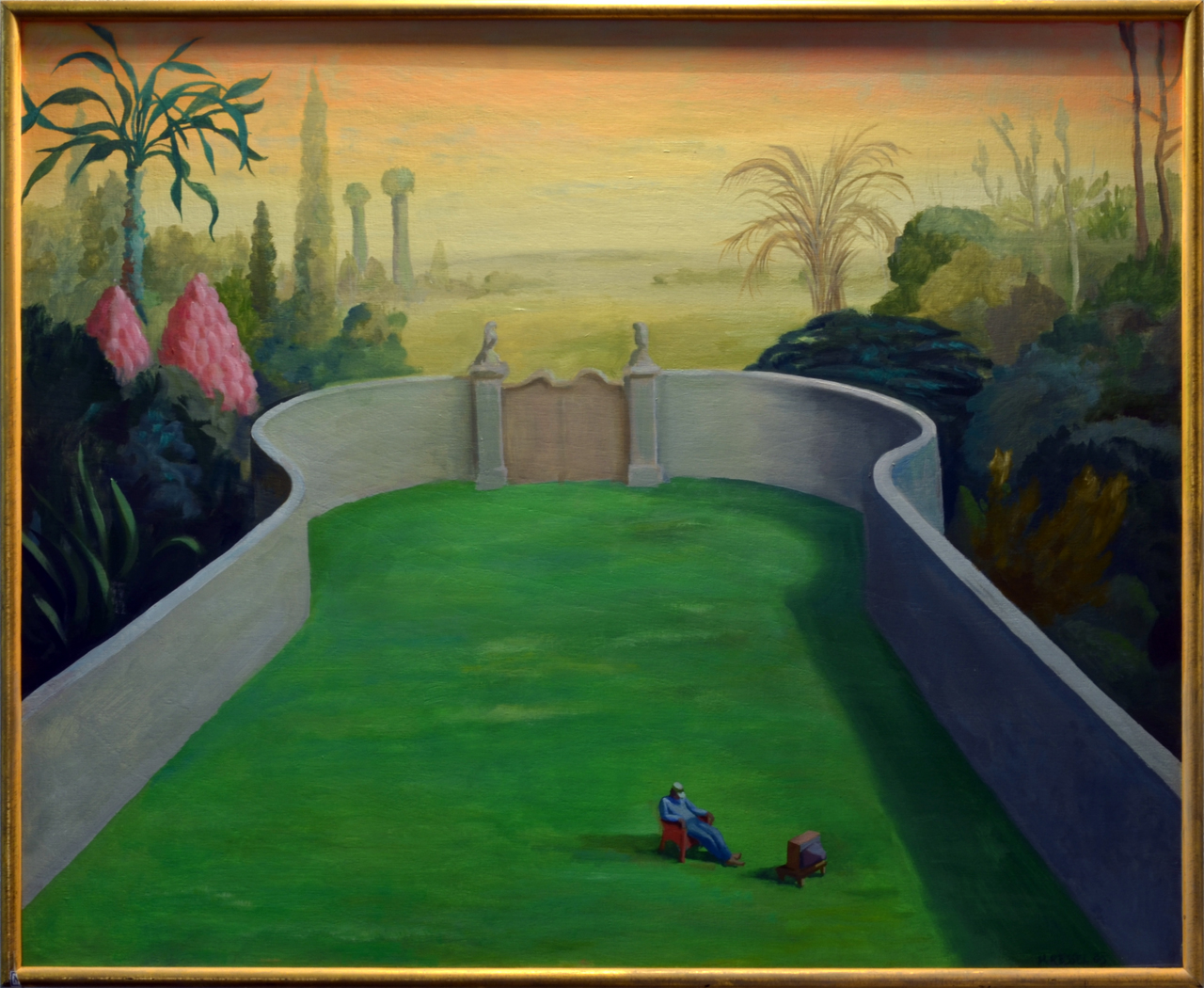
Třináctá komnata (2005)
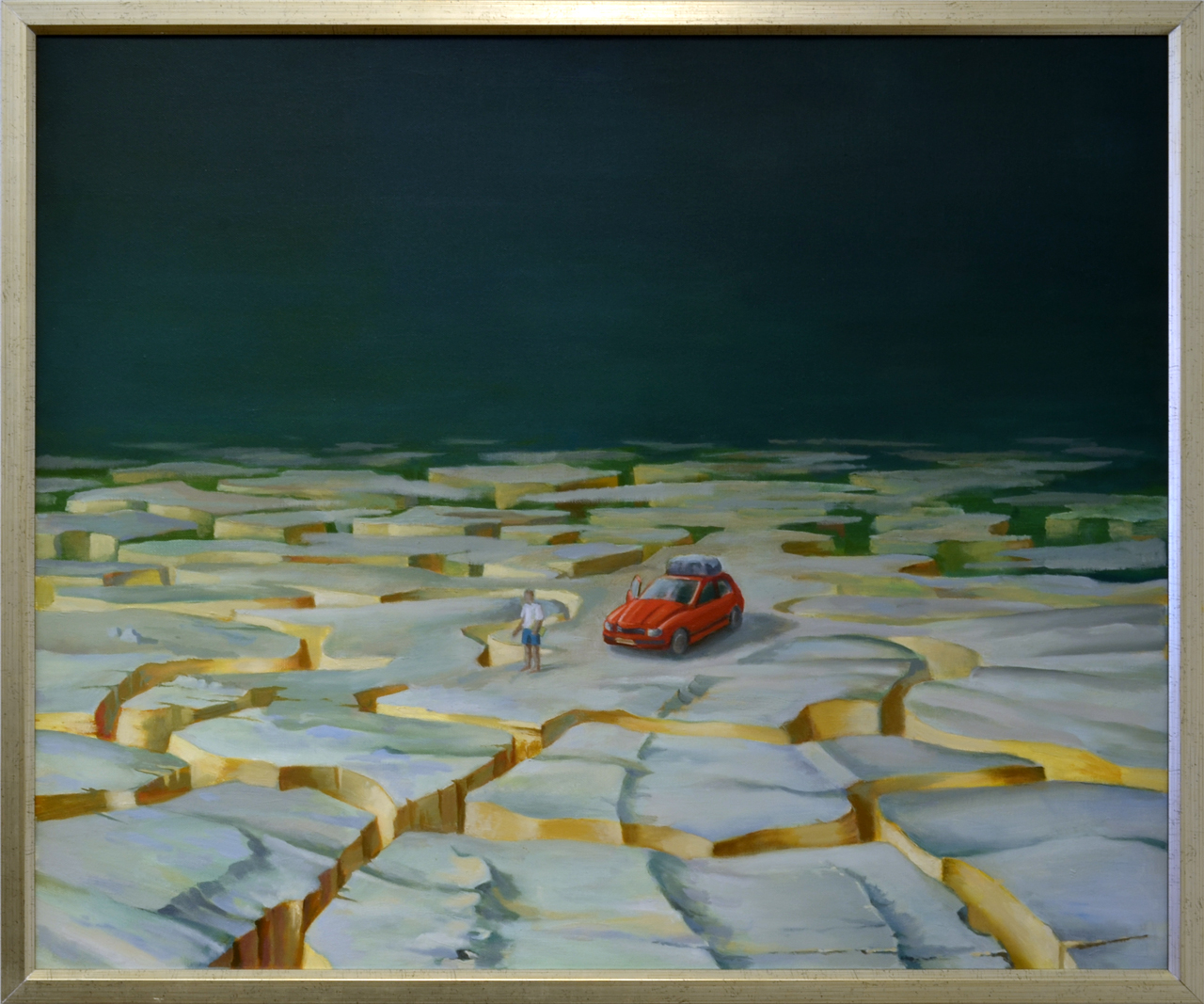
Cesta do Florencie I (2005)
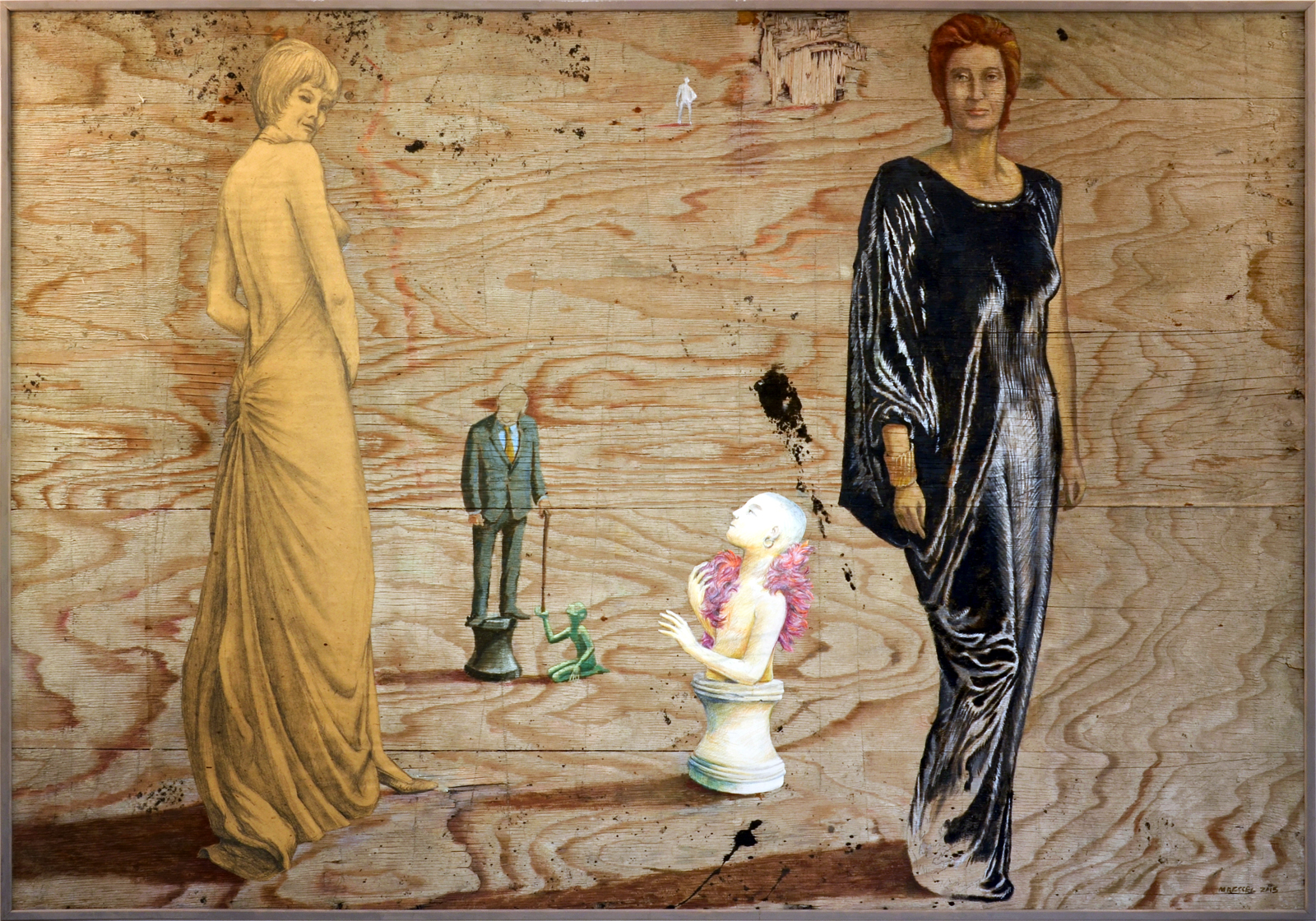
Naši (2015)

### Restaurátorské práce (výběr)
- Malované stropy, Martinický palác v Praze
- Freskové malby velkého sálu, Lobkovický palác na Pražském hradě
- Fresky M. Alše na Štorchově domě v Praze

### Ilustrace (výběr)
- Ludvík Souček Zájem Galaxie, Mladá fronta, Praha 1973
- Dobrodružství Thuvie z Ptarhu, Vlastislav Toman/Milan Ressel podle E. R. Burroughse, navazuje na Dobrodružství Johna Cartera, časopis ABC 1-24/XV,
- Jules Verne, Tajemství Viléma Storitze, Mladá fronta, Praha 1985
- Svatopluk Hrnčíř, Země Zet, komiks, Knižní podnikatelský klub 1990

### Zastoupení ve sbírkách
- Národní galerie v Praze
- Alšova jihočeská galerie v Hluboké nad Vltavou
- Galerie umění Karlovy Vary
- Galerie moderního umění v Hradci Králové
- Rabasova galerie, Rakovník
- Galerie Arturo Schwarz, Milano
- soukromé sbírky doma a v zahraničí

### Výstavy

#### Autorské
- 1970 Moravské muzeum Brno
- 1971 Milan Ressel, Městská galerie Havířov,Městské muzeum Krnov
- 1972 Galerie Mladá fronta Praha
- 1979 Městské divadlo Šumperk
- 1980 Výstavní síň st. zámku Bruntál (s V. Svobodou)
- 1983 Galerie Groll, Norimberk
- 1988/1989 Milan Ressel: Obrazy, kresby, Galerie Vincence Kramáře, Praha
- 1993 Milan Ressel: kresby, grafika, Galerie Chagall, Ostrava
- 1994 Hotel Spiritka Praha, Klášter S. Agostino, Pietrasanta
- 1996 Milan Ressel: Obrazy, kresby, Zámek Hluboká nad Vltavou
- 1998 Milan Ressel: BIG MAC a jiné obrazy a kresby, Městská galerie Art Club, Týn nad Vltavou
- 2000 Milan Ressel: Obrazy, Zámek Liběchov
- 2005 Milan Ressel: Soukromé labyrinty/obrazy, kresby, grafika, Nostický palác, Praha
- 2011/2012 Milan Ressel: Něco se mění, něco zůstává…, Wortnerův dům Alšovy jihočeské galerie, České Budějovice[7][8]
- 2012/2013 Milan Ressel, Rabasova galerie, Výstavní síň pod Vysokou bránou, Rakovník
- 2015 Milan Ressel, Eighty. My a Vy, Galerie Millennium Praha

### Katalogy
- Milan Ressel, 1970, Grůza Antonín, kat. 4 s., Muzeum Krnov
- Milan Ressel: Obrazy, kresby, 1988, Kříž Jan, kat. 12 s., SČVU Praha
- Milan Ressel: Obrazy, kresby, 1996, Tetiva Vlastimil, kat. 48 s., Alšova jihočeská galerie v Hluboké nad Vltavou
- Milan Ressel: Soukromé labyrinty: Obrazy, kresby, grafika, 2005, Koenigsmark Alex, Tetiva Vlastimil, kat. 36 s., VIVO, nakladatelství a galeristika, Praha
- Milan Ressel, 2012, kat. 16 s., Rabasova galerie Rakovník